# ブリランテ・メンドーサ
ブリランテ・メンドーサ（Brillante Mendoza, 1960年7月30日 - ）は、フィリピンの映画監督である。

## 略歴
商業映画のプロダクション・デザイナーからキャリアをスタートさせ、広告業界へ転身。CMのプロダクション・デザイナー、アート・ディレクターとして活躍していた。
2005年に『マニラ・デイドリーム』を製作し、映画監督としてデビュー。ロカルノ国際映画祭でビデオ部門金豹賞を受賞した。
2007年の『Tirador』は第57回ベルリン国際映画祭カリガリ賞を受賞。2008年の『サービス』によってフィリピン映画としては24年ぶりとなるカンヌ国際映画祭コンペティション部門への出品を達成。2009年の第62回カンヌ国際映画祭では、2年連続でコンペティション部門出品となった『キナタイ -マニラ・アンダーグラウンド-』により監督賞を受賞した。また同年、『Lola』が第6回ドバイ国際映画祭で作品賞を受賞した。2012年の第62回ベルリン国際映画祭では『囚われ人　パラワン島観光客21人誘拐事件』がコンペティション部門で上映された。
また近年では、自身が主催する映画祭「シナグ・マニラ・フィルム・フェスティバル」を立ち上げ、若手への援助も積極的に行っている。

## フィルモグラフィ
- マニラ・デイドリーム Masahista (2005) 監督・原案・製作
- Kaleldo (2006) 監督・原案
- Manoro (2006) 監督
- Pantasya (2007) 監督・撮影
- フォスター・チャイルド Foster Child (2007) 監督
- Tirador (2007) 監督
- サービス Serbis (2008) 監督
- キナタイ -マニラ・アンダーグラウンド- Kinatay (2009) 監督
- グランドマザー Lola (2009) 監督
- 囚われ人　パラワン島観光客21人誘拐事件 Captive (2012) 監督・脚本
- 汝が子宮 Thy Womb (2012) 監督
- Sapi (2013) 監督
- 罠（わな）～被災地に生きる Taklub (2015) 監督
- ローサは密告された Ma' Rosa (2016) 監督・製作総指揮
- アジア三面鏡2016：リフレクションズ (2016) 監督 ※オムニバス作品の一篇「SHINIUMA Dead Horse」
- アルファ、殺しの権利 (2018) 監督
- GENSAN PUNCH 義足のボクサー(仮題) (2021) 監督
- 復讐 (2021) 監督
- Bahay Na Pula 赤い家（仮題） （2022）監督
- FEAST 狂宴（2022）監督